# Laura Venittelli
Laura Venittelli (Termoli, 29 luglio 1960) è una politica italiana.
Nel 2011 è eletta vicepresidente del consiglio provinciale di Campobasso.
Alle elezioni politiche del 2013 viene eletta deputata della XVII legislatura della Repubblica Italiana nella circoscrizione XVIII Molise per il Partito Democratico.